# 二次元コード

一種であるData Matrixの例。「Wikipedia, the free encyclopedia」（Wikipedia、無料の百科事典）というテキストをエンコードしている

二次元コード（にじげんコード）とは、横方向にしか情報を持たない一次元コード（バーコード）に対し、水平方向と垂直方向に情報を持つ表示方式のコードのこと。バーコードと比べると面積あたりの情報密度が高く、コード化するデータが同一であれば印字、表示面積は小さくなる。
小さな正方形を上下左右に配列させたマトリックス式（マトリックスコード）と、1次元バーコードを上下に複数重ねたスタック式（スタックコード）がある。
なお、「QRコード」はデンソーウェーブが開発したマトリックス式二次元コードの商標である。

## 二次元コード全体の技術的原理
いずれのタイプの二次元コードにも共通する技術的要素は下記の通りである。
- コードを生成するエンコード技術
  - コードの形状
  - データ効率
  - 印刷したり表示したりする技術
  - 変形や汚れに対するエラー訂正
- コードを画像処理して文字列などに変換するデコード技術

読み取りの精度はコード自体の規格に加え、読み取りの画像処理技術と光学系の性能に依存する。
マトリックスタイプのコードにおいて、データの最小単位を表すデータセルは点（又は三角・四角）状のものであり、データの格納範囲を表すものは直線か点線のものが多い。データセルをカラー化したり変形（三次元化も含み）させて、白黒であれば2のN（m×n）乗のデータであるものをM（整数）のN乗のデータの表現力に上げることもできる。
本技術の世界での発明当初は、1970年代始め頃、アメリカにおいてスタックコード、少し遅れてマトリックスタイプの二次元コードが数種類発明・開発された。1990年代に入って、NASAやUPSなどがその一部を採用したがプロセッサーのコストやソフト開発環境／ハード技術（処理速度）、レーザー読み取り機やCCDカメラの性能やコストがその普及の障害になり、工場の自動化などのFA（ファクトリーオートメーション）などへの用途が主体であった。アメリカでは、Veritec社など一部の会社がこの技術で株式公開するなど、成功例は少なからず有ったが、1990年代中盤までは大きな普及は無かった。その後、日本においても1997年頃から各社において自動エラー訂正や画像処理の技術が追加され、世界的にも規格化の動きも加速され、用途も徐々に広がってきた。
一つの大きな普及のきっかけになったのは、1999年ごろ以降の日本におけるCCDカメラ付携帯電話の爆発的普及であろうが、価格的な問題も一気に解決して規格化も進み、特にそれまで後発であったマトリックスタイプのコードも広く普及した。その頃から日本においてもさまざまな形状の2次元マトリックスコードが誕生して、新しいタイプの印刷方法や読み取り用の光学式ハードウエアも開発されてきた。

## 主な二次元コード
| - QRコード - マイクロQRコード - SPコード - ベリコード（VeriCode） - マキシコード（MaxiCode） - CPコード - Data Matrix - DataMatrix ECC200 - Code1 - Aztec Code - インタクタコード - カードe - カメレオン・コード - デジタルペーパー | - PDF417 - マイクロPDF417 - Code49 - Code16K - Codablock - SuperCode - Ultra Code - RSS Composite - AztecMesa |

マトリックス式の一覧画像

QRコード
AztecCode（英語版）
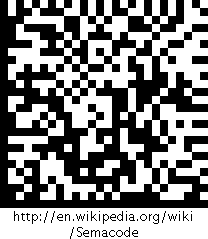
Semacode
High Capacity Color Barcode（HCCB）。マイクロソフト・タグとしても知られる。
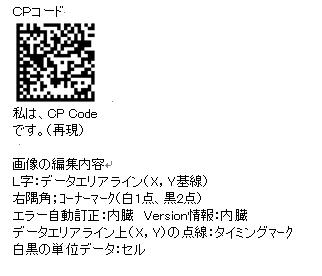
CPcode [要画像改善]

スタック式の一覧画像

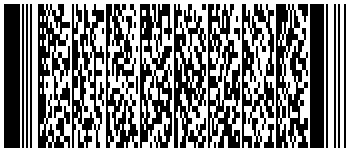
PDF417